# Episodi di Nonno Felice (seconda stagione)
Questa è la lista degli episodi della seconda stagione di Nonno Felice, il cui principale direttore di fotografia è Adriano Bernacchi.

## Seconda stagione
| nº | Titolo episodio                     |
| -- | ----------------------------------- |
| 1  | È arrivata la bufera                |
| 2  | Domenica maledetta domenica         |
| 3  | Solo questione di precedenza        |
| 4  | Cupido colpisce ancora              |
| 5  | Chi dice nonno dice danno           |
| 6  | È primavera, svegliatevi bambini    |
| 7  | La patente                          |
| 8  | Parlate dopo il bip!                |
| 9  | Bravo bravissimo                    |
| 10 | Il mondo in tasca                   |
| 11 | Yes, Thank You!                     |
| 12 | Classe di ferro                     |
| 13 | Il miglior amico del nonno          |
| 14 | Scandalo                            |
| 15 | Attenti al semaforo!                |
| 16 | Incontri ravvicinati di brutto tipo |
| 17 | Sul cappello che noi portiamo       |
| 18 | Il paradiso deve attendere          |
| 19 | Anche i ricchi piangono             |
| 20 | Nonno Felice TV Star                |

## È arrivata la bufera
Soggetto & Sceneggiatura: Barbara Cappi e Giorgio Vignali
Franco e Ginevra stanno per partire per una giornata sulla neve accompagnato da un loro amico; Felice invece rimarrà a casa con i nipoti, ma anche col figlio neonato dell'amico di Franco e Ginevra.
Appena soli termina la pace per Felice che è costretto a difendere il piccolo dei dispetti di Eva, Morena e Federico. Quando ormai pensava che il peggio fosse passato arriva una telefonata da parte di Franco e Ginevra, che gli comunicano che sono bloccati in montagna per via di una bufera di neve. Intanto, Eva, Morena e Federico decidono di mangiare le pappe che erano stai lasciate pronte per il neonato; i ragazzini vengono, quindi, mandati da Felice in farmacia per acquistare il necessario per svezzare il neonato fino all'arrivo di Franco e Ginevra...purtroppo per Felice, i ragazzi non si recano in farmacia ma al supermercato, acquistano cibi del tutto inadeguati per i neonati. Finalmente arriva la fine della lunga giornata, ma anche qui non c'è pace per Felice e nipoti perché il neonato piange tutta la notte. Arriva la mattine e finalmente anche Franco e Ginevra che, nella convinzione che Felice sia stato felice di accudire un neonato, danno lui una notizia inaspettata.
- Altri interpreti: Alessandro Balducci (Signor Mazzon)

## Domenica maledetta domenica
Soggetto & Sceneggiatura: Barbara Cappi e Giorgio Vignali
La domenica non inizia bene per Felice: ha una discussione con Franco per via di un resto sbagliato. Poco dopo coi bambini Felice si reca al bar per scambiare qualche chicchera col barista e per giocare come di consueto al Totocalcio: dopo una discussione decidono di giocare valori a caso. Dopo alcune ore escono i risultati della schedina e la famiglia scopre di aver fatto 13 vincendo una grossa cifra; purtroppo Felice si rende ben presto conto di aver smarrito la schedina vincente e cade nella disperazione. Non sapendo come dare la notizia alla famiglia, cerca di convincerli che il denaro non è tutto nella vita, senza ovviamente ottenere successo. Durante la notte Felice non riesce a chiudere occhio temendo la reazione della famiglia quando scoprirà che non hanno vinto nulla; mentre gira per casa scopre che anche Eva e Morena non riescono a dormire.

## Solo questione di precedenza
Soggetto & Sceneggiatura: Barbara Cappi e Giorgio Vignali
Franco decide di cucinare preparando una ricetta di sua invenzione: inizialmente tutti sono scettici circa le sue abilità in cucina, ma ben presto cambieranno idea. Purtroppo, l'unico a farne le spese è Felice che passa la notte in bianco causa problemi intestinali. Arriva la mattina e la famiglia è impegnata nei preparativi chi per il lavoro, chi per la scuola, tenendo sempre occupato il bagno. Una volta che tutti sono usciti Felice spera di rimanere solo ed avere, finalmente, a disposizione il bagno, ma purtroppo per lui non sarà così: questo lo costringe a liberare il bagno si servizio che Felice aveva trasformato in una sorta di museo dei suoi ricordi.

## Cupido colpisce ancora
Soggetto & Sceneggiatura: Barbara Cappi e Giorgio Vignali
Franco rientra portando una statuetta raffigurante Cupido appena acquistata, a suo dire a prezzo da affare; Felice è convinto che Franco sia stato bidonato per cui decide di tornare in negozio per rendere la statuetta. Una volta giunto a casa, soddisfatto perché la statua acquistata dal figlio ha un valore molto superiore al prezzo pagato, Felice trova un'amica di Ginevra e qui scopre che anni addietro la donna è stata una sua fidanzata. Tra i due scocca nuovamente il colpo di fulmine e Felice comincia a tenere comportamenti molto strani che fanno preoccupare Franco e Ginevra. Una mattina Felice riceve dalla sua ex fidanzata una proposta che lo porta a prendere una decisione molto pesante: lasciare la famiglia e partire immediatamente con la donna. Felice vorrebbe partire, ma è molto dispiaciuto di lasciare i propri nipotini. Non sapendo coma affrontare il problema con la famiglia decide di partire di nascosto lasciando un biglietto di commiato; proprio mentre sta lasciando la casa si accorge che Morena non sta bene, così la partenza va a monte. Il giorno successivo, Franco e Ginevra, preoccupati per il comportamenti di Felice decidono di interpellare una psicologa.

## Chi dice nonno dice danno
Soggetto & Sceneggiatura: Barbara Cappi e Giorgio Vignali
Franco rientra a casa infuriato: la ragione è la promozione a capo di una sua collega, cosa non gradita in quanto donna. Poco dopo Felice lascia cadere un anello nel tostapane e nel tentare di rimuoverlo provoca un cortocircuito; Felice non vuole chiamare un tecnico per riparare il tostapane e tenta di ripararlo personalmente. Le capacità tecniche di Felice sono dubbie e ben presto inizierà a fare danni invece che riparare, prima al frigorifero, poi allo scaldabagno. Felice decide, finalmente, di chiamare un elettricista che però è una donna: questo farà sorgere dubbi sulla capacità della donna. Alla fine scopre che l'elettricista era molto capace e in pochi minuti ripara i guasti. Al loro rientro Franco e Ginevra, convinti che a causare i danni sia stato Felice, decidono di chiedere conferma all'elettricista.

## È primavera, svegliatevi bambini
Soggetto & Sceneggiatura: Barbara Cappi e Giorgio Vignali
Sono ormai alcuni giorni che le gemelline non toccano cibo e Franco e Ginevra sospettano che le bambine possano essersi prese una cotta, per cui decidono di incaricare Felice di indagare sulla cosa. Felice, quindi, decide di parlarne con Eva e Morena scoprendo che i sospetti di Franco e Ginevra erano giusti, ma in più si sono innamorate della stessa persona! Felice vuole conoscere il ragazzino, per capire quali intenzioni avesse, ma quando le gemelline lo accompagnano a casa si renderà ben presto conto che le bambine lo trattano malissimo, dandogli solo ordini a cui il ragazzino obbedisce. Parlando con Felice, si convince che il comportamento di Eva e Morena è inaccettabile per cui decide di rispondere per le rime: la cosa non viene affatto gradita dalle bambine che decidono di lasciare il ragazzino. Quando Felice sta raccontando i fatti a Franco e Ginevra sollevato per aver risolto la situazione, rientra Federico con una sorpresa.
- Altri interpreti:Alessandro Sacco (Fortunato, fidanzatino di Eva e Morena)

## La patente
Soggetto & Sceneggiatura: Umberto Simonetta
Felice è preoccupato per via del rinnovo della patente. Decide di parlarne con Franco e Ginevra, ma anziché essere appoggiato, cercano in tutti i modi di convincerlo a non fare alcun rinnovo. Felice, sperando di trovare maggiore consolazione, decide di recarsi al bar per parlarne col barista Orazio e qui trova il Dott. Nuvoletti che si offre di dargli una mano grazie alla sua conoscenza con uno dei membri della commissione. Felice, quindi, si reca alla visita con la lettera scrittagli da Nuvoletti, ma purtroppo i componenti della commissione erano diversi da quelli conosciuti da Nuvoletti; nonostante ciò, e per pura fortuna, Felice riesce a superare brillantemente tutte le prove. Arrivato a casa da la notizia alla famiglia e li informa anche che ha appena acquistato un'auto tutta sua che gli sarebbe stata consegnata il giorno seguente. Arriva il giorno, tanto atteso da Felice, ma sarà tutt'altro che un giorno lieto.

## Parlate dopo il bip!
Soggetto & Sceneggiatura: Umberto Simonetta
In casa Malinverni si sta discutendo dell'acquisto di una segreteria telefonica: Franco e Ginevra sono contrari, pensando che per loro non sia necessaria, ma i bambini sono di idea opposta e, con l'aiuto di Felice convincono i genitori ad acquistarla. Felice ed in bambini si vantano in giro per il nuovo acquisto, spargendo la voce al bar e tra gli i compagni di scuola di Federico: questo porta a delle invidie per cui ricevono messaggi con delle pernacchie. Felice decide di capire l'autore di questi scherzi, per cui accusa prima una cliente del bar, successivamente addirittura il dott. Nuvoletti. Alla fine sarà Federico indicare gli autori degli scherzi.

## Il mondo in tasca
Soggetto & Sceneggiatura: Barbara Cappi e Giorgio Vignali
È domenica e Franco vorrebbe andare al cinema mentre Ginevra è impegnata nello studio per il suo lavoro: alla fine Ginevra decide di prendere qualche ora di riposo va al cinema con Franco. Felice con i bambini, invece, restano a casa: Federico ha infatti organizzato una festa con alcuni amici stranieri, con l'idea di scoprire qualcosa di più sulle altre culture. Purtroppo scoprirà ben presto che uno dei ragazzini si dimostra molto prepotente tanto da impedire agli altri, anche allo stesso Federico, di giocare col computer. Toccherà a Felice trovare una soluzione.

## Yes, Thank You!
Soggetto & Sceneggiatura: Umberto Simonetta
Franco e Ginevra decidono che i bambini debbano imparare l'inglese, perché importante per il loro futuro, ma quest'idea non si può dire che sia stata accolta con entusiasmo da Federico, Eva e Morena. Per convincere i bambini a seguire le lezioni di inglese, anche Felice decide di prenderne parte. Quando iniziano le lezioni Felice si renderà ben presto conto delle sue difficoltà di apprendimento, ma essendo affascinato dall'insegnante decide di prendere lezioni aggiuntive; purtroppo, però, l'insegnante tanto apprezzata da Felice si deve allontanare, facendosi sostituire da una collega assai meno avvenente. Quando Felice medita di abbandonare le lezioni di inglese, arriva la nipote della docente e Felice prende una decisione...
- Altri interpreti: Claudia Lawrence (Barbara Mary, insegnante di inglese), Claudia Chambers (Maestra Fiorenza)

## Bravo bravissimo
Soggetto & Sceneggiatura: Barbara Cappi e Giorgio Vignali
Federico vorrebbe partecipare al provino per il ruolo dell'Amleto in una recita scolastica: Ginevra è contraria perché teme che per questo il bambino possa trascurare la scuola. Felice la convince promettendo che Federico avrebbe conciliato lo studio con le prove per lo spettacolo. Inizia lo studio della parte, seguita personalmente da Felice, che si renderà ben presto conto che la recitazione non è il forte di Federico. Recandosi al bar incontra un famoso attore e lo convince, pagando, a venire a casa per dare lezioni di recitazione al nipotino. Purtroppo, però, queste dureranno ben poco in quanto Felice caccerà l'attore non appena si accorge dei metodi usati col bambino. Temendo che Federico non possa superare il provino cerca in tutti i modi per convincerlo a rinunciarci, ma senza successo. Arriva il giorno del provino e Felice, Eva e Morena, hanno già studiato una strategia per far superare la delusione di Federico che però lo supera senza problemi.

## Classe di ferro
Soggetto & Sceneggiatura: Barbara Cappi e Giorgio Vignali
La famiglia Malinverni si prepara alla partenza per Roma per andare a trovare la mamma di Ginevra. Felice, però, non ha alcuna intenzione di partire perché intende partecipare ad una rimpatriata con i suoi ex compagni di classe: decide quindi di fingere un forte mal di schiena per rimanere a casa. Ginevra, però, decide di incaricare la portiera di controllare i movimenti di Felice, che si vede costretto a spostare la festa a casa propria. Questo insospettisce la portiera che, sperando di capire cosa sta combinando Felice, si presenta a casa nei momenti più inaspettati. Gli schiamazzi provenienti dalla festa di Felice, però, non sfuggono agli altri condomini che mandando a casa la Polizia. Per non farsi scoprire Felice scarica la responsabilità su una ragazza che abita al piano superiore suscitando le ire della donna che, comunque Felice riesce a calmare. Quando meno se l'aspetta, però, si presenta nuovamente a casa la portiera che si insospettisce che Felice stia ricevendo una donna e decide di raccontare tutto a Ginevra.

## Il miglior amico del nonno
Soggetto & Sceneggiatura: Barbara Cappi e Giorgio Vignali
Il bambini trovano per strada un cane che vorrebbero adottare ma Franco e Ginevra non sono assolutamente d'accordo. Felice, per accontentare i nipoti, cerca di convince Franco e Ginevra a far tenere il cane, ma senza successo. Recandosi in camera dei nipoti si accorge che il cane, un grosso San Bernardo, era tenuto li nascosto. Approfittando del fatto che Franco e Ginevra stavano fuori casa per lavoro decidono si portare il cane in sala per dargli da mangiare, ma qui l'animale comincia a provocare danni che Felice deve sistemare senza che Franco e Ginevra si accorgano di nulla. Rendendosi conto che non potrebbero accudire il cane, Felice pensa di regalarlo all'amico Dudù, ma anche lui non se la sente di adottarlo; tornano, quindi, a casa col cane e devono trovare il modo di tenerlo nascosto durante la notte... la cosa, però, non riesce molto bene e questo fa nascere i sospetti in Ginevra. Il giorno dopo si presenta Dudù.

## Scandalo
Soggetto & Sceneggiatura: Barbara Cappi e Giorgio Vignali
Nel palazzo di Nonno Felice è arrivata una nuova inquilina: una famosa attrice di film a luce rossa. La cosa, naturalmente, non sfugge alla portiera che vedendo nella donna un potenziale pericolo per i matrimoni dei condomini decide di mettere sul chi va là le mogli del palazzo. Molti mariti non restano indifferenti al fascino della donna e fanno con lei i cascamorti scatenando le gelosie delle consorti. Anche Ginevra non è immune dalla gelosia, anzi è proprio lei che vuole allontanarla dal palazzo e, per questo, decide di indire presso casa sua una riunione in cui si inviti il proprietario dell'alloggio ad annullare il contratto di affitto con l'attrice. Felice, ha avuto modo di conoscere l'attrice ed ha appurato che è una persona assolutamente a modo; scopre anche che Franco non solo non ha ceduto al fascino della donna, ma nemmeno s'è accorto del suo arrivo. Per evitare la cacciata delle donne Felice escogita un espediente.

## Attenti al semaforo!
Soggetto & Sceneggiatura: Umberto Simonetta
Dopo aver giocato a carte con Eva e Morena Felice si reca al bar, dove trova il barista Orazio intento a discutere con un vigile urbano per via di una multa. Poco dopo essere tornato a casa rientra Federico accompagnato da un vigile urbano: Felice si preoccupa pensando sia successo qualcosa al bambino, ma qui scopre che Federico non aveva fatto assolutamente nulla di male ma, anzi, era stato lo stesso agente distratto ad aver investito il bambino che attraversava sulle strisce pedonali e col semaforo rosso. Fortunatamente Federico non ha portato alcun danno. Felice irritato per l'incidente e per lo spavento preso protesta con l'agente quando a casa si presentano i superiori del vigile. Per evitare conseguenze disciplinari ai danni del vigile Felice decide di non sporgere denuncia. Arrivano Franco e Ginevra: anche loro temono che sia successo qualcosa al bambino, ma appena scoperto era illeso anche loro decidono di soprassedere. Per sdebitarsi l'agente decide di interessarsi per annullare una multa che Ginevra aveva preso la mattina. Felice, però, non è d'accordo.

## Incontri ravvicinati di un brutto tipo
Soggetto & Sceneggiatura: Barbara Cappi e Giorgio Vignali
Ginevra si prepara ad uscire, ricordando a Felice che sarebbe venuto a trovarli il fratello di lei, che fa il musicista all'estero. Poco dopo, infatti, si presenta l'uomo che non suscita le simpatie di Felice per via dell'abbigliamento e del suo modo di porsi. Al contrario, invece, i bambini sono affascinati dai racconti dello zio e per questo gli pongono moltissime domanda, facendo ingelosire il nonno. Durante la notte il fratello di Ginevra avrebbe dovuto dormire sul divano in sala, ma in realtà dormirà in camera con Felice: proprio durante la notte i due parlano scoprendo di essere entrambi amanti conoscitori della grappa.
- Altri interpreti: Giorgio Vignali (Vittorio Lisca, fratello di Ginevra)

## Sul cappello che noi portiamo
Soggetto & Sceneggiatura: Barbara Cappi e Giorgio Vignali
Felice ha deciso di partecipare ad un raduno di Alpini, di cui lui ha fatto parte, che si tiene in città; al raduno prende parte anche il padre del dott. Nuvoletti. Franco e Ginevra sono preoccupati perché conoscendo Felice, sanno che questi è abituato ad alzare troppo il gomito e, ad insaputa dello stesso Felice, chiedono al padre di Nuvoletti di tenerlo d'occhio. Durante il raduno al bar dopo aver abbondantemente bevuto decidono di spostarsi a casa di Felice per mangiare della polenta: qui continuano a bere, ma quello che ha bevuto più di tutti è stato proprio il padre di Nuvoletti.

## Il paradiso deve attendere
Soggetto & Sceneggiatura: Barbara Cappi e Giorgio Vignali
Felice è affetto da una forte influenza. Per via del lavoro di Franco e Ginevra, dovrebbe essere lui ad accompagnare i bambini a scuola, ma non sentendosela di uscire decide di non portali. Dopo un pranzo di solo semolino, Felice si reca in camera sua dove viene raggiunto dai bambini che, già a pranzo, gli avevano fatto pensare alla morte. Mentre si trova in camera decide di scrivere il testamento, quando senta bussare alla porta: andando ad aprire si trova in un luogo stranissimo che lui ha scambiato per un ufficio pubblico. Parlando con un certo Pietro, non con poche difficoltà si rende conto che si trova nell'anticamera del paradiso: la cosa però non piace a Felice, preoccupato di non vedere più i bambini e convince Pietro di rimandarlo sulla terra. Quando si risveglia felice scopre che...

## Anche i ricchi piangono
Soggetto & Sceneggiatura: Barbara Cappi e Giorgio Vignali
Franco e Ginevra si svegliano di umore nero in quanto hanno litigato. Felice cerca di capire la ragione di questo litigio, e non trovando nulla di importante, pensa che Franco e Ginevra siano troppo presi dal lavoro e quindi stressati. Essendo venerdì li convince a prendersi un weekend tutto per loro: mentre discutono su dove recarsi, si presentano in casa due ricchi vicini di casa che annunciano che passeranno il fine settimana sulla loro barca. Franco e Ginevra partono e Felice coi nipotini rimangono a casa quando arriva il ricco vicino solo e disperato perché appena lasciato della moglie per via della loro vita noiosa. Facendosi raccontare i fatti Felice si rendere subito conto che la moglie del vicino non aveva tutti i torti perché alla fine facevano sempre la stessa vita. Sarà Felice a trovare un modo per far ravvicinare i ricchi vicini.

## Nonno Felice TV Star
Soggetto & Sceneggiatura: Barbara Cappi e Giorgio Vignali
In casa Malinverni arriva, presentato dal Dott. Nuvoletti, uno sceneggiatore che deve scrivere una sitcom avente come protagonista una famiglia con bambini piccoli e nonno. L'autore deve prendere ispirazione per scrivere la sceneggiatura per cui trascorre alcune ore in casa Maliverni e, successivamente, pone a Felice alcune domande sui rapporti all'interno della famiglia. Dopo alcuni mesi lo sceneggiatore torna con la puntata zero della sitcom ansioso di mostrarlo alla famiglia per sapere cosa ne pensassero. La puntata della famiglia Malinverni un'immagine totalmente diversa da quella reale e la cosa non piace affatto a Felice che caccia di casa l'autore. Felice, accogliendo la sfida lanciatogli dall'autore, decide di scrivere lui stesso una sceneggiatura ispirandosi alla vita reale della sua famiglia.